# Ventilla
Ventilla – stacja metra w Madrycie, na linii 9. Znajduje się w dzielnicy Tetuán, w Madrycie i zlokalizowana jest pomiędzy stacjami Barrio del Pilar i Plaza de Castilla. Została otwarta 3 czerwca 1983